# Падение дома Ашеров (мини-сериал)
«Падение дома Ашеров» (англ. The Fall of the House Usher) — американский мини-сериал в жанре сверхъестественного и ужасов, созданный Майком Флэнаганом для платформы Netflix на основе одноимённого рассказа и других произведений Эдгара Аллана По. Съёмки начались в январе и завершились 9 июля 2022 года. Премьера мини-сериала, состоящего из восьми эпизодов, состоялась на стриминговой платформе Netflix 12 октября 2023 года.

## Сюжет
В центре сюжета — история безжалостных брата и сестры Родерика и Маделин Ашеров, владельцев компании Fortunato Pharmaceuticals. Внезапно наследники династии Ашеров начинают умирать от рук загадочной женщины, что связано с некими тайнами прошлого семейства Ашеров.

## В ролях

### Главные роли
- Брюс Гринвуд и Зак Гилфорд — Родерик Ашер, брат-близнец Мадлен и генеральный директор «Фортунато фармасьютиклз». Основан на одноимённом персонаже рассказа «Падение дома Ашеров», а фармацевтическая компания названа в честь персонажа из рассказа «Бочонок амонтильядо». Гринвуд исполняет роль Родерика в 2023 году, а Гилфорд — в 70-х.
- Грэм Верчир — Родерик Ашер в юности.
- Линкольн Руссо — Родерик Ашер в детстве.
- Мэри Макдоннелл и Уилла Фицджералд — Мадлен Ашер, сестра-близнец Родерика и исполнительный директор «Фортунато фармасьютиклз», увлекающаяся технологическими достижениями. Основана на одноимённом персонаже рассказа «Падение дома Ашеров». Макдоннелл исполняет роль Мадлен в 2023 году, а Фицджералд — в 70-х.
  - Лулу Уилсон — Мадлен Ашер в юности.
  - Кейт Уиддингтон — Мадлен Ашер в детстве.
- Карла Гуджино — Верна. Загадочная незнакомка из прошлого близнецов Ашеров, которая охотится за наследниками их семьи. Имя персонажа является анаграммой слова «ворон» на английском языке (Verna — Raven).
- Генри Томас — Фредерик Ашер, старший сын Родерика и наследник «Фортунато», муж Мореллы и отец Линор. Его имя является отсылкой к одноимённому персонажу рассказа «Метценгерштейн».
  - Уильям Косович — Фредерик Ашер в молодости.
- Кейт Сигел — Камилла Л’Эспане, одна из внебрачных дочерей Родерика и руководитель службы по связям с общественностью «Фортунато». Её имя является отсылкой к персонажу рассказа «Убийство на улице Морг».
- Рахул Коли — Наполеон «Лео» Ашер, один из внебрачных сыновей Родерика и известный издатель видеоигр, пристрастившийся к наркотикам. Его имя является отсылкой к персонажу рассказа «Очки».
- Саманта Слойан — Тамерлан Ашер, старшая дочь Родерика и начинающая предпринимательница. Её имя является отсылкой к персонажу стихотворения «Тамерлан», посвященного одноимённому тюрко-монгольскому завоевателю.
- Т’Ниа Миллер — Викторина Лафуркад, старшая из внебрачных детей Родерика и талантливый хирург. Её имя является отсылкой к персонажу рассказа «Преждевременное погребение».
- Майкл Трукко — Руфус Гризвольд, преемник Лонгфелло на посту генерального директора «Фортунато». Имя персонажа является отсылкой к Руфусу Уилмоту Гризвольду, автору биографии По.
- Кейти Паркер — Аннабель Ли, первая жена Родерика, мать Фредрика и Тамерлан. Персонаж стихотворения «Аннабель Ли».
- Сауриян Сапкота — Просперо «Перри» Ашер, младший из внебрачных детей Родерика, ведущий гедонистический образ жизни. Персонаж рассказа «Маска Красной смерти».
- Мэтт Бидел — Уильям «Билл-Т» Уилсон, пропагандист фитнеса и муж Тамерлан. Персонаж рассказа «Вильям Вильсон».
- Кристал Балинт — Морелла Ашер, бывшая модель и актриса, жена Фредерика и мать Линор. Персонаж рассказа «Морелла».
- Рут Кодд — Джуно Ашер, вторая жена Родерика и бывшая наркоманка.
- Кайли Карран — Линор Ашер, дочь Фредерика и Мореллы. Персонаж стихотворения «Ворон».
- Карл Ламбли — Огюст Дюпен, помощник прокурора США, который хочет привлечь Ашеров к уголовной ответственности. Основан на персонаже Огюста Дюпена.
  - Малкольм Гудвин — Огюст Дюпен в молодости
- Марк Хэмилл — Артур Пим, семейный адвокат и советник Ашеров. Персонаж «Повести о приключениях Артура Гордона Пима».

### Роли второго плана
- Аннабет Гиш — Элиза Ашер, религиозная мать Родерика и Мадлен, которая работала секретарем Лонгфелло. Имя персонажа является отсылкой к матери По Элизе По.
- Роберт Лонгстрит — Уильям Лонгфелло, бывший генеральный директор «Фортунато». Имя персонажа является отсылкой к Генри Уодсворту Лонгфелло.
- Паола Нуньес — доктор Алессандра «Али» Руис, подруга и коллега Викторины.
- Игби Ригни — Тоби, ассистент Камиллы. Персонаж рассказа «Не закладывай чёрту своей головы».
- Ая Фурукава — Тина, асситентка Камиллы.
- Дэниел Джун — Джулиус, бойфренд Лео. Персонаж повести «Дневник Джулиуса Родмена».
- Сара Джейн-Редмонд — миссис Лонгфелло, жена Уильяма.
- Николас Лиа — судья Джон Нил, который ведёт дело Ашеров.
- Молли Куинн — Дженни, одна из любовниц Перри.
- Джейар Тинако — Фарадж, один из любовников Перри.

## Эпизоды
| № | Название                                             | Режиссёр          | Автор телевизионного сценария      | Дата премьеры   |
| --- | ---------------------------------------------------- | ----------------- | ---------------------------------- | --------------- |
| 1 | «В полночь, в час угрюмый» «Midnight Dreary»         | Майк Флэнаган     | Майк Флэнаган                      | 12 октября 2023 |
| Родерик Ашер, генеральный директор компании «Фортунато фармасьютиклз», за две недели потерял всех своих шестерых детей — старшего сына и наследника Фредерика, предпринимательницу Тамерлан, хирурга Викторину, игорного магната Лео, главу отдела по связям с общественностью Камиллу и тусовщика Перри. Родерик присутствует на похоронах трёх старших детей (умерших последними) вместе со своей сестрой-близнецом и исполнительным директором «Фортунато» Мадлен, женой Джуно, внучкой Линор и адвокатом Артуром Пимом. Родерику мерещатся жуткие видения; после выхода из церкви он падает в обморок, замечает сидящего на ограде ворона и несколько раз повторяет: «Пора». Он приглашает заклятого врага, помощника прокурора США Огюста Дюпена, в дом своего детства, чтобы признаться в преступлениях и раскрыть причины гибели своих детей. Родерик рассказывает, как в 1962 году мать Родерика и Мадлен Элиза умерла, но неожиданно воскресла и убила своего бывшего жестокого работодателя, генерального директора компании «Фортунато» Уильяма Лонгфелло, которого Родерик и Мадлен считали своим биологическим отцом. За две недели до нынешних похорон Родерик и Мадлен собирают детей на семейный ужин, чтобы выявить среди них «крота» — информатора, сотрудничающего с Дюпеном. В настоящем времени Родерик берёт на себя вину за смерть детей и рассказывает Дюпену о судьбоносной встрече с женщиной по имени Верна, которая на новогодней вечеринке в честь наступающего 1980 года предрекла глобальные перемены в жизни. Название серии является цитатой из самого известного стихотворения Эдгара Аллана По «Ворон». |                                                      |                   |                                    |                 |
| 2 | «Маска красной смерти» «The Masque of the Red Death» | Майк Флэнаган     | Эмми Гринвис и Майк Флэнаган       | 12 октября 2023 |
| В 1979 году Дюпен расследует пять загадочных случаев эксгумации из могил трупов людей, участвовавших в клинических испытаниях лекарств. Молодой Родерик, живущий с Мадлен, своей первой женой Аннабель и маленькими детьми Фредериком и Тамерлан, представляет генеральному директору «Фортунато» Руфусу Гризвольду новое универсальное болеутоляющее — лигадон, но терпит неудачу. В настоящем времени Дюпен и Родерик обсуждают возникновение зависимости от лигадона, а также смерть Перри, самого младшего из внебрачных детей Родерика. Перри ведёт развратный образ жизни, изо всех сил пытаясь не уступать своим успешным братьям и сёстрам. Перри, Фредерик и Пим принимают участие в заседании, посвященном экологическим проблемам на фабриках «Фортунато», в том числе токсичным отходам. Перри решает устроить маскарадную вечеринку в заброшенном здании лаборатории «Фортунато», используя в качестве сигнала о начале оргии воду из резервуаров на крыше. Родерик, страдающий от CADASIL, возлагает надежду на экспериментальную сердечную сетку Викторины, в то время как Мадлен намерена создать виртуальную копию Линор на основе искусственного интеллекта. Джуно рассказывает Линор, что познакомилась с Родериком после автомобильной аварии, когда находилась на лечении в больнице под убойными дозами лигадона. Разочарованная жизнью жена Фредерика Морелла тайно посещает вечеринку Перри, который планирует соблазнить Мореллу ради унижения своего единокровного брата. В здании появляется Верна, которая предупреждает Перри о последствиях, которые влечёт любой поступок, и приказывает официантам и Морелле покинуть помещения. Морелла не слушается совета. Через спринклеры в зал начинает поступать жидкость, но это оказывается не вода, а кислота, сжигающая до костей гостей и Перри. Перед смертью Перри Верна целует юношу и кладёт свою маскарадную маску на его лицо. Название серии является отсылкой к одноимённому рассказу Эдгара Аллана По «Маска Красной смерти». |                                                      |                   |                                    |                 |
| 3 | «Убийство на улице Морг» «Murder in the Rue Morgue»  | Майкл Фимоньяри   | Джастина Айрленд и Майк Флэнаган   | 12 октября 2023 |
| Во флешбэке Гризвольд присваивает себе заслуги по разработке лигадона, но Мадлен призывает Родерика не поддаваться эмоциям и ждать своего звёздного часа. В настоящем времени Пим прибывает на место вечеринки и опознаёт труп Перри по маске Верны, а также находит сильно обгоревшую Мореллу. Родерик признаётся Дюпену в том, что спрятал кислоту в цистернах, чтобы избежать штрафов за несоблюдение экологических нормативов, а Фредерик в силу халатности не снёс здание, что позволило бы предотвратить смерть Перри. Камилла намерена добиться от общественности сочувствия к погибшему Перри. Она подозревает Викторину в том, что та является информатором, и обнаруживает, что её незаконные тесты по созданию сердечной сетки на животных не приносят результатов. Верна притворяется долгожданным подопытным пациентом Викторины, которая собирается сделать операцию, не предупредив об этом свою возлюбленную и коллегу доктора Али Руиз. Под видом эскортницы Верна приходит к мужу Тамерлан Биллу, чтобы удовлетворить Тамерлан, являющуюся любительницей куколда. Камилла сближается с Лео, намереваясь задействовать его в семейной пиар-компании. Лео считает, что, находясь под кайфом, случайно убил Плутона, чёрного кота своего партнёра Джулиуса, и прячет улики. Камилла заявляется для расследование в лабораторию Викторины и сталкивается с Верной, переодетой охранником. Верна вступает с ней в спор о её ненависти к сестре. Один из подопытных шимпанзе насмерть забивает Камиллу. Название серии является отсылкой к одноимённому рассказу Эдгара Аллана По «Убийство на улице Морг». |                                                      |                   |                                    |                 |
| 4 | «Чёрный кот» «The Black Cat»                         | Майкл Фимоньяри   | Мэтт Джонсон и Майк Флэнаган       | 12 октября 2023 |
| Во флешбэке Родерик знакомится с Дюпеном, расследующим дело о клинических испытаниях лекарств, и обнаруживает, что «Фортунато» неоднократно подделывал его подписи на бланках. Мадлен уговаривать брата продолжить работу на «Фортунато» до тех пор, пока они не заполучат эту компанию по праву рождения. В настоящем времени Лео, пытаясь обмануть Джулиуса, берёт из приюта у Верны чёрного кота, похожего на Плутона. Смерть Камиллы приводит к семейному кризису. Родерик, Мадлен и Пим по записям с камер видеонаблюдения опознают в охраннице лаборатории Верну, а Мадлен вспоминает о встрече с ней в 1980 году. Родерик спрашивает Викторину о причинах визита Камиллы в её лабораторию, и та сообщает о предстоящих испытаниях сердечной сетки на людях, не зная о состоянии здоровья своего отца. Тамерлан замечает Верну на тренировке рядом с Биллом, что приводит к ссоре между супругами. Родерик рассказывает Мадлен о своём диагнозе, аналогичным диагнозу их матери. Новый «Плутон» докучает Лео и провоцирует его на жестокие поступки, а Джулиус обеспокоен, что Лео серьёзно подсел на наркотики. Лео вызывает Верну, чтобы вернуть ей кота, но в ходе потасовки Лео выдавливает Плутону глаз, а у Верны появляются такие же повреждения. Джулиус возвращается домой и видит, что Лео под влиянием наркотических галлюцинаций разгромил стены их квартиры в поисках Плутона. Лео бросается к Плутону, якобы сидящему на перилах балкона, и выпадает из здания, разбиваясь насмерть. Труп Лео лежит на тротуаре, а рядом с ним появляется настоящий Плутон. Название серии является отсылкой к одноимённому рассказу Эдгара Аллана По «Чёрный кот». |                                                      |                   |                                    |                 |
| 5 | «Сердце-обличитель» «The Tell-Tale Heart»            | Майк Флэнаган     | Дэни Паркер                        | 12 октября 2023 |
| Во флешбэке Мадлен делает деловое предложение Гризвольду, который знает о том, что Мадлен и Родерик — незаконнорожденные дети Лонгфелло. Брат и сестра начинают действовать совместно с Дюпеном, чтобы заполучить секретные документы «Фортунато» и разоблачить махинации Гризвольда. В настоящем времени Родерик видит в галлюцинациях Перри, Камиллу и Лео во время их похорон. Оставшиеся в живых дети Ашеров препираются по поводу того, кто является любимчиком их отца. Мадлен оказывает давление на Викторину, чтобы та начала испытания сердечной сетки на людях. В будущем Дюпен признаётся Родерику, что солгал о существовании информатора, чтобы натравить членов семьи друг на друга. Родерик, Мадлен и Пим рассматривают фотографии Верны и подозревают, что она — ещё один незаконнорожденный ребенок Родерика. Во время беседы с Верной Викторина слышит тикающие звуки. Ошибочно полагая, что Билл спит с Верной, Тамерлан оскорбляет Билла, что приводит к разрыву их отношений. Родерик приходит к Викторине, чтобы рассказать о состоянии своего здоровья, и обнаруживает в квартире труп Али. Выясняется, что Али бросила Викторину, узнав, что та тайно назначила её на проведение операции Верне и подделала её подпись на разрешении. Али угрожает разоблачить Ашеров, и Викторина в гневе бросает в неё увесистую подставку для книг, нанеся смертельное ранение. В отчаянии Викторина устанавливает Али сердечную сетку; механическое сердцебиение устройства и вера в то, что Али жива, сводят Викторину с ума. Осознав, что устройство бесполезно, так как Али мертва, Викторина совершает самоубийство на глазах у отца. Название серии является отсылкой к одноимённому рассказу Эдгара Аллана По «Сердце-обличитель». |                                                      |                   |                                    |                 |
| 6 | «Золотой жук» «Goldbug»                              | Майк Флэнаган     | Ребекка Ли Клингел и Майк Флэнаган | 12 октября 2023 |
| Во флешбэке Родерик и Дюпен получают доступ к секретным документам «Фортунато», чтобы разоблачить Гризвольда. В настоящем времени Тамерлан переживает разрыв с Биллом и готовится к презентации своего оздоровительного комплекса «Золотой жук». Мадлен пытается убедить Родерика, потерявшего уже четверых детей, в том, что Верна представляет угрозу для их семьи. Она пытается напомнить брату об их сделке с Верной в 1980 году, но Родерик всё отрицает. Мадлен даёт своим учёным задание с помощью алгоритмов искусственного интеллекта разработать карту сознания. Пим обнаруживает связи Верны с известными семьями, история которых насчитывает сотни лет. Морелла начинает разговаривать, но Фредерик снова усыпляет её, всё ещё подозревая её в супружеской измене. Линор начинает беспокоиться, что в их дом не приходят обещанные отцом специалисты для ухода за её матерью. На презентации «Золотого жука» у Тамерлан начинаются галлюцинации; на экране ей мерещится видеозапись секса между ней, Биллом и эскортницей, и она случайно ранит Джуно. Мадлен замечает на презентации Верну, которая на её глазах превращается в пыль. Дома Верна издевается над Тамерлан через зеркала, которые она разбивает одно за другим. В конечном итоге Тамерлан разносит стеклянный потолок в спальне, и падающие осколки убивают её. Название серии является отсылкой к одноимённому рассказу Эдгара Аллана По «Золотой жук». |                                                      |                   |                                    |                 |
| 7 | «Колодец и маятник» «The Pit and the Pendulum»       | Микаэль Фимоньяри | Джейми Флэнаган и Майк Флэнаган    | 12 октября 2023 |
| Мадлен пытается убедить Пима избрать её генеральным директором «Фортунато» после того, как Родерик будет вынужден уйти с этого поста из-за неизлечимой болезни. Она также хочет вывести «Фортунато» из фармацевтики в индустрию технологий и специализироваться на искусственном сознании (виртуальном бессмертии). Фредерик, который подсел на кокаин Лео, продолжает измываться над беспомощной Мореллой. В 1979 году Родерик предаёт Дюпена на судебном заседании, призванном уничтожить «Фортунато», спасает компанию и заслуживает благодарность. От Родерика уходит жена Аннабель Ли, потрясенная и разочарованная произошедшим. В настоящем времени Родерик отказывает Джуно, желающую отказаться от употребления лигодона, признаваясь, что женился на ней только потому, что был очарован количеством наркотика в её организме; она тоже уходит от него. Фредерик заходит в здание, где умер Перри, перед его сносом. Он нюхает кокаин и падает в обморок; Верна рассказывает, что она подтолкнула его добавить в кокаин парализатор Мореллы. Когда начинается снос, она объясняет, что могла бы прибегнуть к более лёгкому способу смерти, но выбрала именно этот из-за его решения пытать Мореллу. Рушащиеся конструкции образуют маятник, который медленно расчленяет Фредерика; он видит и чувствует всё происходящее. Линор находит свою мать в ужасном состоянии и вызывает полицию. Мадлен думает, что сможет спастись, если умрёт Родерик, и уговаривает его принять пригоршню лигодона. Однако Верна не позволяет ему умереть. |                                                      |                   |                                    |                 |
| 8 | «Ворон» «The Raven»                                  | Микаэль Фимоньяри | Майк Флэнаган и Киле Санчес        | 12 октября 2023 |
| В 1979 году Гризвольд назначает Родерика своим главным советником после того, как тот предаёт Огги и спасает компанию на судебном заседании. В канун Нового года Мадлен и Родерик угощают Гризвольда отравленным амонтильядо и замуровывают его в подвале, обрекая на смерть. Они планируют подставить его, чтобы Родерик смог занять его место в совете директоров и взять на себя управление «Фортунато». Брат и сестра проводят время в баре Верны для обеспечения себе алиби и заключают с ней сделку о богатстве и власти; в обмен на это все потомки Ашеров умрут раньше, чем Родерик и Мадлен. В настоящем времени Верна предлагает Пиму иммунитет в обмен на его признания в преступлениях, но он отказывается. Верна сожалеет о том, что ей приходится убить невинную Линор, и перед смертью утешает её обещанием, что её мать выздоровеет и создаст благотворительный фонд в честь неё. После этого Верна поручает Родерику позвонить Дюпену и признаться в своих грехах. Перед этим Родерик приглашает Мадлен в свой старый семейный дом, где убивает её и заменяет глаза сапфирами, чтобы устроить ей королевские проводы. После того как Родерик заканчивает исповедь, из подвала появляется слепая и невменяемая Маделин, которая, как оказалось, лишь притворилась мертвой, как их мать, и душит Родерика. Дом Ашеров рушится. Джуно получает наследство и ликвидирует «Фортунато», создав фонд по реабилитации наркоманов. Пима арестовывают, а Дюпен уходит на пенсию. Верна оставляет на каждой могиле Ашеров по знаку памяти, цитируя при этом стихотворение «Духи мёртвых» Эдгара Аллана По. |                                                      |                   |                                    |                 |

## Производство

### Разработка
6 октября 2021 года компания Netflix заказала производство мини-сериала «Падение дома Ашеров» по одноимённому рассказу Эдгара Аллана По. В качестве сценариста телевизионной адаптации был утверждён Майк Флэнаган, в качестве режиссёров были утверждены Флэнаган и Майкл Фимогнари.

### Подбор актёров
В декабре 2021 года стало известно, что в мини-сериале снимутся Фрэнк Ланджелла, Карла Гуджино, Мэри Макдоннелл, Карл Ламбли и Марк Хэмилл. В том же месяце к актёрскому составу добавились Саманта Слойан, Рахул Коли, Генри Томас, Т’Ниа Миллер, Кейт Сигел, Сауриян Сапкота, Зак Гилфорд, Кейти Паркер, Майкл Трукко, Малкольм Гудвин, Кристал Балинт, Кайли Керран, Паола Нуньес, Ая Фурукава, Мэтт Бидел, Дэниэл Джун, Рут Кодд, Роберт Лонгстрит, Аннабет Гиш и Игби Ригни. В январе 2022 года стало известно, что в мини-сериале снимется Уилла Фицджералд.
13 апреля 2022 Фрэнк Ланджелла был отстранён от съёмок и исключён из актёрского состава сериала после обвинений в неподобающем поведении на съёмочной площадке. К концу апреля на его роль был утверждён Брюс Гринвуд.

### Съёмки
Съёмки начались в конце января 2022 года и завершились 9 июля 2022 года.

### Релиз
Премьера состоялась на стриминговой платформе Netflix 12 октября 2023 года.

## Восприятие
На сайте-агрегаторе Rotten Tomatoes мини-сериал имеет рейтинг 90 % на основании 88 рецензий критиков со средним баллом 8,0 из 10. «Консенсус критиков» гласит: «Представляя старинные истории По, отфильтрованные через очаровательно тёмный объектив Майка Флэнагана, „Падение дома Ашеров“ вызовет восторг у поклонников жанра ужасов». На сайте-агрегаторе Metacritic рейтинг мини-сериала составляет 74 баллов из 100 возможных на основании 31 рецензии критиков, что соответствует «в целом положительным» отзывам.